# Duck Rock
Albums de Malcolm McLaren
Fans
(1985)
Duck Rock est le premier album de Malcolm McLaren, sorti en 1983.

## L'album
Malcolm McLaren, producteur des Sex Pistols se lance lui-même dans la carrière de pop star et pour cela voyage en Afrique et dans tout le continent américain pour monter un album fait d'influences mondiales et méconnues.
Le titre Buffalo Gals est le premier succès hip-hop en Europe. et l'album fait découvrir au grand public le scratching, le breakdance et le graffiti. Avec cet album naît la world music. Il fait partie des 1001 albums qu'il faut avoir écoutés dans sa vie.

### Titres
| No  | Titre                          | Auteur                | Durée |
| --- | ------------------------------ | --------------------- | ----- |
| 1.  | Obatala                        | Horn, McLaren         | 4:17  |
| 2.  | Buffalo Gals                   | Dudley, Horn, McLaren | 4:22  |
| 3.  | Double Dutch                   | Horn, McLaren         | 5:53  |
| 4.  | El San Juanera                 | Horn, McLaren         | 1:56  |
| 5.  | Merengue                       | Horn, McLaren         | 3:52  |
| 6.  | Punk it Up                     | Horn, McLaren         | 4:11  |
| 7.  | Legba                          | Horn, McLaren         | 4:03  |
| 8.  | Jive My Baby                   | Horn, McLaren         | 5:35  |
| 9.  | Song for Chango                | Horn, McLaren         | 2:49  |
| 10. | (living on the road in) Soweto | Horn, McLaren         | 3:53  |
| 11. | World's Famous                 | Dudley, McLaren       | 1:41  |
| 12. | Duck for the Oyster            | Horn, McLaren         | 2:57  |

### Musiciens
- Malcolm McLaren : voix
- Se'Divine the Mastermind : DJ, rap
- JazzyJust the Superstar : DJ, rap
- Anne Dudley : claviers
- Thomas Dolby : claviers
- Gary Langan : guimbarde
- J.J. Jeczalik : synthétiseur
- David Birch : guitares
- Louis Jordan : percussions
- Les autres musiciens ne sont pas crédités.

### Autres
- Keith Haring : illustrations
- Dondi White : graffiti
- Nick Egan : design de couverture